# 302 Clarissa
302 Clarissa è un asteroide della fascia principale del diametro medio di circa 38,53 km. Scoperto nel 1890, presenta un'orbita caratterizzata da un semiasse maggiore pari a 2,4055209 UA e da un'eccentricità di 0,1124220, inclinata di 3,41221° rispetto all'eclittica.
L'origine del suo nome è sconosciuta.
Stante i suoi parametri orbitali, è considerato il prototipo di un'omonima famiglia di asteroidi.